# Missa Brevis (Musgrave)
Pour les articles homonymes, voir Missa Brevis.
Missa Brevis est une œuvre de Thea Musgrave composée en 2017.

## Contexte
Missa Brevis est une œuvre en cinq mouvements pour chœur et orgue commandée par la Cathédrale Saint-André de Wells et composée en 2017. Elle est jouée pour la Saint-Jean-Baptiste le 24 juin 2018 en présence de la compositrice.

## Analyse

### III. Sanctus
Le Sanctus comporte une berceuse et se termine par un Hosanna opératique.

### IV. Benedictus
Le Benedictus est un solo pour soprano.

### V. Agnus Dei
L'Agnus Dei commence par un bref solo d'orgue suivi de longues plages de chœur aux harmonies « audacieuses ».

## Discographie
- Thea Musgrave: The Voices of Our Ancestors, Aine Hakamatsuka (soprano), David Enlow (organ), Elizabeth Van Os (soprano), Michael Steinberger (tenor), Donna Breitzer (alto), Steven Moore (bass), Nicholas Hay (bass), New York Virtuoso Singers, Harold Rosenbaum (direction), Lyrita, 2020, SRCD387